# Spencer Buth
Spencer Buth (Horst, 24 december 1981) is een Nederlands predikant binnen de Christelijke Gereformeerde Kerken (CGK). Sinds januari 2021 is hij verbonden aan de Christelijke Gereformeerde Kerk in Zaamslag. Eerder was hij werkzaam als docent journalistiek aan Hogeschool Windesheim in Zwolle.

## Biografie

### Jeugd en geloofsontwikkeling
Buth werd geboren in Horst, Limburg, en groeide op in een gelovig gezin. Maar het was heel anders met hoe hij nu leeft en doet, in Nijmegen kwam hij in aanraking met het refomatorische geloof, wat leidde tot zijn bekering tot het reformatorisch christendom.

### Opleiding
Buth studeerde theologie aan de Theologische Universiteit Apeldoorn. In zijn scriptie onderzocht hij de geloofsbeleving van jongeren in de hedendaagse samenleving.

## Loopbaan

### Journalistiek
Voordat Buth predikant werd, werkte hij meer dan tien jaar als docent journalistiek aan de opleiding Journalistiek van Hogeschool Windesheim. Hij gaf les in onderwerpen zoals media-ethiek en de rol van journalistiek in de samenleving.

### Predikantschap
In januari 2021 werd Buth bevestigd als predikant van de Christelijke Gereformeerde Kerk in Zaamslag. Daar is hij actief in het leiden van erediensten, het verzorgen van catechese en pastorale zorg, en het ondersteunen van jeugdwerk binnen de gemeente.

## Theologische visie
Buth staat bekend om zijn praktische en toegankelijke benadering van het christelijk geloof. Hij benadrukt het belang van betrokken Bijbellezen, het actief betrekken van jongeren bij de kerk, en het bieden van ruimte voor persoonlijke geloofsvragen.

## Media en bekendheid
Buth is verschillende keren geïnterviewd in christelijke media, waaronder *Terdege*, waarin hij zijn persoonlijke geloofsreis beschrijft. Daarnaast werd zijn overstap naar het predikantschap belicht in lokale nieuwsberichten, zoals op de website *Nunspeet.nu*. Ook zijn kerkdiensten kunnen online gevolgd worden via platforms zoals YouTube en kerkomroep.

## Gezin en woonplaatsen
Buth heeft een gezin met 3 kinderen. Hij woonde eerst met zijn vrouw in Amersfoort waar alle 3 de kinderen zijn geboren. Toen verhuisden ze naar Nunspeet, en sinds 2021 wonen ze in het Zeeuwse zaamslag.